# Szczytno (gromada w powiecie szczycieńskim)
Szczytno – dawna gromada, czyli najmniejsza jednostka podziału terytorialnego Polskiej Rzeczypospolitej Ludowej w latach 1954–1972.
Gromady, z gromadzkimi radami narodowymi (GRN) jako organami władzy najniższego stopnia na wsi, funkcjonowały od reformy reorganizującej administrację wiejską przeprowadzonej jesienią 1954 do momentu ich zniesienia z dniem 1 stycznia 1973, tym samym wypierając organizację gminną w latach 1954–1972.
Gromadę Szczytno z siedzibą GRN w mieście Szczytnie (nie wchodzącym w jej skład) utworzono – jako jedną z 8759 gromad na obszarze Polski – w powiecie szczycieńskim w woj. olsztyńskim na mocy uchwały nr 27 WRN w Olsztynie z dnia 4 października 1954. W skład jednostki weszły obszary dotychczasowych gromad Lipowa Góra, Korpele, Nowe Gizewo, Szczycionek, Sędańsk i Siódmak ze zniesionej gminy Szczytno w tymże powiecie. Dla gromady ustalono 17 członków gromadzkiej rady narodowej.
1 stycznia 1960 do gromady Szczytno włączono obszar zniesionej gromady Romany, wieś Olszyny i leśniczówkę Wikno ze zniesionej gromady Olszyny, wsie Dąbrowa, Nadjezierna, Jęcznik i Piece, osadę Sasek oraz leśniczówkę Ulążki ze zniesionej gromady Grom, wsie Czarkowy Grąd i Małdaniec oraz leśniczówki Lipnik i Ruski Bór ze zniesionej gromady Zabiele,  a także wsie Rudka i Płozy ze zniesionej gromady Wawrochy – w tymże powiecie.
31 grudnia 1961 do gromady Szczytno włączono wieś Trelkowo z gromady Orzyny w tymże powiecie.
1 stycznia 1966 z gromady Szczytno wyłączono części obszarów wsi Lipowa Góra (102 ha), wsi Nowe Gizewo (48 ha) i wsi Korpele (69 ha), włączając je do miasta Szczytna w tymże powiecie; do gromady Szczytno z miasta Szczytna włączono natomiast oddziały nr 179, 181, 182 i 197 Lasów Państwowych Nadleśnictwa Korpele (380 ha), część obszaru Lipowa Góra (15 ha) i część obszaru Nowe Gizewo (25 ha).
Gromada przetrwała do końca 1972 roku, czyli do kolejnej reformy gminnej. 1 stycznia 1973 w powiecie szczycieńskim reaktywowano gminę Szczytno.